# Эксе, Владимир Фёдорович фон
Владимир Фёдорович фон Эксе (8 марта 1879—1942) — офицер Русской императорской армии, участник Русско-японской и Первой мировой войн, один из основоположников скаутского движения в Российской империи.

## Биография
Сын генерал-майора отдельного корпуса жандармов Фёдора Карловича фон Эксе (ум. 1899) и Марии Дмитриевны, дочери генерал-лейтенанта Дмитрия Николаевича Мавроса. Родился в Вильне. Мария Диитриевна на 1915 год проживала в Гатчине.
С 1 сентября 1897 обучался в Пажеском корпусе, который окончил в звании гвардии хорунжего 9 августа 1899 года. Служил в лейб-гвардии Кирасирском полку. На ежегодных соревнованиях Петербургского военного округа занял первое место в скачках, за что получил именной карабин «винчестер». С 20 января 1903 по 12 мая 1904 года состоял в запасе гвардейской кавалерии, получил должность сотника.

## Русско-японская война
После начала Русско-японской войны горя желанием сражаться, и так как гвардия в боях не участвовала, Владимир Фёдорович добился перевода во 2-й Верхнеудинский полк, 1 декабря 1904 года получил звание подъесаула, а 24 февраля 1905 — за боевые отличия и звания есаула. Он командовал горно-разведывательной командой, состоявшей преимущественно из эвенков. В целях маскировки разведчики не пользовались армейской обувью, а носили охотничьи поршни, внешне напоминающие лапти, а по сути являющиеся особыми бесшумными мягкими кожаными тапочками. Сохранилось несколько любопытных фотографий барона, вызывающих интерес и сейчас, из-за совершенно необычного для российского офицера, недавнего лейб-гвардейца, вида: портянки, поршни, папаха, трофейный японский кинжал вместо шашки и американский Винчестер в руках.
Позднее фон Эксе служил в 1-м Нерчинском полку Забайкальского казачьего войска. За годы войны он не раз отличился, был дважды награждён орденами.
В 1909 году окончил по первому разряду Николаевскую академию генштаба. В гвардию он не вернулся, а по личной просьбе был зачислен в состав Донского казачьего войска, был приписан к станице Усть-Хопёрской. Цензовое командование сотней отбывал в 3-м Донском казачьем полку (01.11.1909-3.12.1911).
С 13 декабря 1911 года — фон Эксе старший адъютант штаба 3-го армейского корпуса. С 11 октября 1912 по 3 апреля 1914 состоял в комплекте Донских казачьих полков, получив звание войскового старшины 6 мая 1913 года.

## Таганрог
С апреля 1914 года стал таганрогским полицмейстером. Он сразу же привлёк внимание местной общественности. Привыкший к военному порядку фон Эксе начал беспощадную борьбу с увиденными им грязью городских улиц, недисциплинированностью таганрогских полицейских и прочими признаками, присущими застою в провинциальном городе. Он немедленно издал ряд приказов:

Ввиду наступления теплого и сухого времени года предписываю господам приставам теперь же приступить к осмотру дворов, отхожих мест и выгребных ям и принять самые энергичные меры к принуждению обывателей к очистке их. Если же к пятому апрелю не будут выполнены настоящие требования полиции, то составить протоколы, которые представить мне для привлечения виновных к ответственности.
Несмотря на неоднократные требования полиции содержать тротуары и подворотни в должном порядке, некоторые обыватели до настоящего времени не потрудились исправить тротуары, заставляя публику во время грязи прыгать по камням. Виновных привлекать к ответственности по составлению протоколов.
Вскоре появился ещё один пример необычного стиля его приказов:

Приказ таганрогского полицмейстера по полиции. Апреля семнадцатого дня 1914 года. Номер тридцать шесть.
Параграф первый. Вступительный приказ. Скотина ест, пьет, ищет тепла, где спать и плодиться. Словом, ищет физического наслаждения. В этом счастье животного. Счастье человека душевно — Вера, Надежда, Любовь. В нашем деле Вера — вера в начальника, то есть если служишь хорошо, то верь, что за царем служба не пропадет, а начальник вам это обещает. В нашем деле Надежда — надежда, что если будешь служить правильно, всякий охотно подчинится тебе, признает в твоем лице начальство и не презирать, а гордиться будет знакомством с тобою снимая перед тобою шапку. В нашем деле Любовь — любовь к самому нашему интересному, веселому, благоразумному, святому, чудному делу. В этом и разница между человеком и скотиной.
Тот, кто ищет физического наслаждения, то есть богатства, лучшего материального обеспечения, нежели в полиции — тот скотина, не верящая и не любящая. Таких мне не надо. Милости просим — вон! Но с такими я и обращусь, как со скотиной. Когда пожелает вернуться на службу, зимой в стужу, заставлю издохнуть с голоду, но не возьму обратно. Такой кандидат в хулиганы ещё до увольнения будет сфотографирован как изменник и предатель в моем сыскном отделении и опозорен на все российское царство. Рожа негодяя до Архангельска дойдет и нигде ему не пристроиться на службу. Зато, вы, мои горячо любимые, дорогие подчиненные, которые мне не измените, поймете нужную строгость заводимой дисциплины и от меня не отстанете: обещаю Ваше светлое будущее, как пасху после поста…
Эти и некоторые аналогичные по стилю приказы были опубликованы в местной газете «Таганрогский вестник», ростовских «Приазовском крае» и «Утре юга», и даже петербургском «Новом времени», что вызвало ажиотаж вокруг имени фон Эксе, а также привлекло внимание высокого начальства, недовольного этим фактом. Тогда фон Эксе отправляет телеграмму редактору крупнейшей в России петербургской газете «Новое время»:

Травля, поднятая в печати, может дискредитировать меня там, где мне естественно черпать моральное подкрепление. Поэтому прошу разъяснить эту сторону моей деятельности, которая могла бы показаться странной. Я говорю о моих приказах, подхваченных всей прессой. Для того, чтобы не понимать, нужно знать условия местного быта. А именно. Отбрасывая в сторону политику, скажу цифрами: городовой получает семнадцать рублей, рабочий двадцать. Работа в шахтах обставлена легче, чем нежели у городового. При этих условиях было так: кочующий герой типа героев Горького грелся в помещении, а потом в лучах южного солнца, на погрузке пароходов, на шахте и так далее.
И как раз к маю, когда можно было ожидать волнений, я остался бы без городовых, как это прежде и бывало. Мне ничего другого не оставалось, как пустить в ход мой литературный талант и в три дня со времени моей деятельности не только сохранить, но и увеличить комплект до полного штата.
Письмо с похожим смыслом было направлено и ростовские издания, а также был установлен новый порядок издания и рассылки приказов, чтобы они более не попадали в прессу. Активная деятельность фон Эксе не нашла поддержки со стороны местных обывателей, не говоря уже о подчиненных. Городское сообщество консолидировано выступило против барона. Любое его начинание высмеивалось в газетах, он постоянно ощущал неприязнь окружающих, в столицу полетели вереницы жалоб на фон Эксе.
Корреспондент московской газеты «Русское слово» сообщил:

Из достоверных источников стало известно, что высшая администрация возбудила вопрос о состоянии умственных способностей таганрогского полицмейстера в связи с последними его циркулярами и приказами по полиции
По Таганрогу начали распространяться слухи об отставке полицмейстера и его отъезде из города, которые дошли и до фон Эксе. Он телеграфом запросил разрешения у начальника области арестовать прокурора окружного суда, обвиняя его в противозаконных действиях. Из Новочеркасска в Таганрог были отправлены командированные наказным атаманом старший чиновник по особым поручениям Жидков и старший врач новочеркасских богоугодных заведений Акопенко. Фон Эксе, узнав об этом, собрал своих подчиненных и приказал им разгромить окружной суд, но приказ был отменен вступившим по приказу из области во временное исполнение обязанностей полицмейстера Я. И. Жужневым. Фон Эксе предпринял неудачную попытку арестовать Жужнева, в результате которой фон Эксе заперся в номере гостиницы, откуда вышел только после длительных переговоров с представителями городских властей и привлечением только что приехавшей супруги Владимира Фёдоровича. В тот же день он уехал в Петербург, заявив журналистам газеты «Таганрогский вестник», что считает себя жертвой заговора и несправедливости, будет жаловаться в Петербурге и при помощи своих многочисленных связей будет реабилитирован и вернется в Таганрог.

## Первая мировая война
Пробыв на посту полицмейстера всего 9 дней, фон Эксе вновь был зачислен в комплект Донских казачьих полков. В качестве штаб-офицера 3-го казачьего полка принимал участие в Первой мировой войне. С 29 марта 1915 года он исполнял должность командира этого полка, а 8 мая 1915 года был эвакуирован в госпиталь в Вильно по причине болезни С 4 июня 1916 года и как минимум до 3 января 1917 года состоял в резерве при штабе Двинского военного округа.

## Скаутское движение
В году службы в 3-м Донском казачьем полку, расквартированным в Вильно, Владимир Фёдорович фон Эксе занимался не только воинской службой. Он активно занялся воспитанием молодёжи, став одним из основоположников российского скаутского движения. Он создал одну из первых в стране «потешных» команд — раннее подобие военно-патриотического клуба. В таких командах подростки 10—16 лет занимались строевой подготовкой, военной гимнастикой, хором пели военные песни, изучали ружейные приёмы и другие воинские дисциплины под руководством армейских офицеров.
Подобная практика быстро распространялась по стране, армейские и гвардейские полки брали шефство над создаваемыми «потешными» командами, назначая в них штатных офицеров-воспитателей. Владимир фон Эксе разработал единую для всех таких команд форму: барашковую шапочку с верхом в цвет шефского полка, полукафтан по образцу стрелецкого, подпоясанный кушаком, свободные шаровары и сапоги, хотя часть команд всё-таки носила форму шефских полков.
В 1911 году он издал книгу «Виленское потешное войско или Государево дело», в которой давал «Ответы на все вопросы устройства и обучения войска по английской системе, но в духе российском», являвшуюся хорошим образцом методической литературы в области патриотического воспитания.
В том же году он вместе с другими активистами движения предпринял попытку создать Общество объединения всех отрядов юных разведчиков и потешных в России, но царское правительство не дало разрешения, предпочитая иметь дело не с организацией, а с движением без единых форм и центра..

## В Советской России
После Октябрьской революции 1917 года остался в России.
В 1937 году проживал в Петропавловске Северо-Казахстанской области под фамилией Маврос-Дэксе. Был арестован УНКВД по Северо-Казахстанской области 5 ноября 1937 года, а 22 февраля 1938 года Особым совещанием НКВД СССР был осужден по статье 58-1а УК РСФСР и приговорён к десяти годам исправительно-трудовых лагерей. Отбывал срок в КарЛаге.
28 января 1942 года был повторно арестован, но осуждён не был, так как скончался.
По указу Президиума Верховного Совета СССР от 16.01.1989 был реабилитирован прокуратурой Северо-Казахстанской области 26 августа 1989 года по первому приговору. 15 февраля 1999 года был реабилитирован прокуратурой Акмолинской области по второму аресту по закону республики Казахстан от 14 апреля 1993.

## Семья
Брат Дмитрий, тоже служивший в кирасирском полку, считался одним из лучших кавалеристов Европы. Вместе с другим лучшим кавалеристом полка кирасиров М. М. Плешковым Дмитрий фон Эксе ежегодно отправлялся на международные соревнования в Лондон и Вену, где добивались отличных результатов. Газета «Русский спорт» так писала:

«Принимая во внимание, что в Вене поручик Плешков получил четыре первых приза и один второй, а в Лондоне на самых трудных конкурсах в мире самый почетный приз в честь короля Георга V получил штаб-ротмистр фон Эксе, русские обрели славу лучших ездоков Европы».
Согласно приказу Военного министра 30 июня 1911 г. № 4389 по № 2378—1911 г. Войсковому наказному атаману войска Донского Владимир фон Эксе был зачислен в казачье сословие вместе с женой — Екатериной Борисовной, однако никаких иных сведений о ней не обнаружено.

## Награды
- Орден Святой Анны 4-й степени (1904);
- Орден Святого Станислава 3-й степени с мечами и бантом (1904);